# Buccaneer Arena
Buccaneer Arena, tidigare Des Moines Ice Arena, Metro Ice Sports Arena och 95-KGGO Arena, kallas i folkmun för The Madhouse on Hickman, är en inomhusarena i den amerikanska staden Des Moines i delstaten Iowa och har en publikkapacitet på 3 408 åskådare. Inomhusarenan började byggas 1960 och öppnades den 12 november 1961, den blev renoverad 2008. Den används primärt som hemmaarena till ishockeylaget Des Moines Buccaneers i United States Hockey League (USHL), som också äger och underhåller arenan själva.
Den var också hemmaarena för Des Moines Oak Leafs (USHL) mellan 1961 och 1972 och Des Moines Capitols (IHL) mellan 1972 och 1975.